# Khemtchik
Le Khemtchik (en russe : Хемчик) est une rivière de Russie et un affluent de la rive gauche de l'Iénisseï.

## Géographie
Long de 320 km, le Khemtchik arrose l'ouest de la république de Touva, dans le sud de la Sibérie, et draine un bassin de 27 000 km2.
Son débit moyen annuel est de 119 m3/s, à 74 km de son embouchure.
Le Khemtchik prend naissance sur le versant oriental du Chapchal et coule du sud-ouest vers le nord-est au sein d'une large vallée qui constitue l'extrémité ouest le la vaste cuvette du Touva. Sa vallée est enserrée entre les monts Saïan occidentaux au nord-ouest et le Tannou Ola au sud-est. Ces deux hautes chaînes de montagne, couvertes de neige éternelle au-dessus de 2 700 mètres, délimitent son bassin. Dans les basses terres peu arrosées, l'eau de la rivière est largement utilisée pour l'irrigation.
Après un parcours de quelque 320 kilomètres, la rivière se jette dans l'Iénisseï au niveau du grand lac de retenue de Saïano-Chouchensk.
Le Khemtchik est gelé de novembre à fin avril-début mai.
La ville d'Ak-Dovourak est arrosée par la rivière Khemtchik.

## Affluents
Ses principaux affluents sont :
- l'Alach (de) (rive gauche)
- l'Ak-Soug (rive gauche)
- le Barlyk (rive droite)
- le Tchadan (rive droite)

## Hydrométrie - Les débits mensuels à Iyme
Le Khemtchik est une rivière assez peu abondante. Son débit a été observé pendant 16 ans (sur la période allant de 1975 à 1993) à Iyme, localité située à quelque 59 kilomètres de sa confluence avec l'Ienisseï et à une altitude de 637 mètres.
À Iyme, le débit annuel moyen ou module observé sur cette période était de 101 m3/s pour une surface de drainage de 25 500 km2, soit plus ou moins 95 % du bassin versant total de la rivière.
Les écarts de débit mensuel peuvent cependant être plus importants d'après les années : sur la durée d'observation de 16 ans, le débit mensuel minimal a été de 18,6 m3/s en mars 1986, tandis que le débit mensuel maximal s'élevait à 443 m3/s en juillet 1985.
En ce qui concerne la période libre de glace (de juin à septembre inclus), le débit minimal observé a été de 82,5 m3/s en septembre 1985, ce qui restait abondant comparé au débit moyen.

### Étiage ou basses eaux
La saison des basses eaux est liée à l'hiver russe et à ses importantes gelées ; la rivière atteint alors son minimum, ou étiage, période allant de novembre à avril inclus. Le débit moyen mensuel du Khemtchik observé en février (minimum d'étiage) est de 26,1 m3/s, soit environ 10,5 % du débit moyen du mois de juillet (246 m3/s), ce qui souligne l'amplitude assez modérée pour la Sibérie des variations saisonnières.

### Crues
Les crues du Khemtchik se déroulent en été, de juin à août inclus (avec un maximum en juillet) et résultent des précipitations de l'été sous forme de pluies. En septembre, le débit baisse sensiblement, et cette baisse se poursuit jusqu'au début de l'hiver, les précipitations diminuant elles aussi.

### Lame d'eau
La lame d'eau d'écoulement annuel dans le bassin se montait de ce fait à 125 millimètres ce qui est faible, et résulte de la rareté des précipitations sur la partie basse de ce bassin, la large vallée du Khemtchik.